# Madonna del Latte (Magione)
La Madonna allattante o a Virgo lactans è un dipinto olio su tavola conservato come pala d'altare nella chiesa di Santa Maria delle Grazie di Magione.

## Storia
L'opera fu donata alla chiesa da un nobile che si fece immortalare nell'opera con il volto, lo stemma e il nome. L'affresco fu tagliato dalla parete della struttura dedicata a ospedale dove era protetto da una edicola, per essere posto come pala d'altare nel 1639 con i lavori di ampliamento e ricostruzione della chiesa. Il committente dell'opera sarebbe Francesco Casali che nel 1371 si salvò da un avvelenamento che era stato ordinato dal cardinale Pierre D'Estaing, e proprio a scopo devozionale commissionò l'affresco sulla parete di quello che era un piccolo ospedale. Le caratteristiche pittoriche farebbero pensare che il dipinto fu realizzato da Bartolo di Fredi e Jacopo di Mino del Pellicciaio, artisti senesi ma presenti già nella provincia di Perugia.
Il dipinto presenta assonanze con altre opere senesi con caratteristiche iconografiche che si collegato a Pietro Lorenzetti e a Simone Martini di cui probabilmente si sono copiate le soluzioni stilistiche.

## Descrizione
Il dipinto si presenta come una classica maestà viaria, a carattere devozionale e riporta la datazione del 1371, anno in cui la chiesa che lo conserva fu ampliata e ristrutturata. La tavola raffigura una iconografia piuttosto elaborata. La Vergine sorregge il capo del Bambino posto nell'atto di bere il latte dal seno ma con lo sguardo rivolto verso l'osservante. La Madonna porta sul capo una grande corona e intorno a Lei vi sono sei angeli che reggono doni e cartigli che si srotolano mostrando le scritte. Ai piedi della Madonna è raffigurato un cavaliere identificato in base alla divisa araldica indossata in Francesco Casali che dal 1363 al 1375 era signore di Casali poi Magione.